# 6786 Дудантсутсуї
6786 Дудантсутсуї (6786 Doudantsutsuji) — астероїд головного поясу, відкритий 21 лютого 1991 року.
Тіссеранів параметр щодо Юпітера — 3,204.